# Eastman (Georgia)
Eastman – miasto w Stanach Zjednoczonych, w stanie Georgia, siedziba administracyjna hrabstwa Dodge.

## Demografia
W roku 2000 miasto zamieszkiwało 13 541 osób, a gęstość zaludnienia wynosiła 1025,8osoby/km². W roku 2023 liczba mieszkańców spadła do 5568 osób, a gęstość zaludnienia spadła poniżej 422 osób/km². Na przestrzeni niespełna ćwierćwiecza zaludnienie Eastman zmniejszyło się o ponad ½ (spadek o 58,9%).

## Znane osoby
Z Eastman pochodzi Martha Hudson, amerykańska lekkoatletka specjalizująca się w biegach sprinterskich, złota medalistka letnich igrzysk olimpijskich w Rzymie (1960) w sztafecie 4 x 100 metrów.